# .yt
.yt je vrhovna internetska domena za Mayotte.

## Vanjske poveznice
- IANA .yt whois informacija  Arhivirana inačica izvorne stranice od 23. listopada 2007. (Wayback Machine)